# HD 63948
HD 63948，又名CD-44 3762，SAO 219040、HR 3057，是一颗恒星，视星等为6.32，位于銀經258.76，銀緯-9.36，其B1900.0坐标为赤經7h 46m 18.9s，赤緯-44° -9.36′ 58″。